# Belica (Drugovo)
Belica (macedónul: Белица) település Észak-Macedóniában, a Délnyugati körzet Kicsevói járásában, 2013-ig a Drugovói járás része volt, ami teljes egészében beolvadt a Kicsevói járásba.

## Népesség
| Lakosok száma | 873  | 878  | 702  | 466  | 248  | 162  | 115  | 103  | 54   |
|               | 1948 | 1953 | 1961 | 1971 | 1981 | 1991 | 1994 | 2002 | 2021 |

2002-ben 103 lakosa volt, akik közül 102 macedón és 1 egyéb.